# Убуяма
Убуяма (яп. 産山村 Убуяма-мура) — село в Японии, находящееся в уезде Асо префектуры Кумамото. Площадь села составляет 60,80 км², население — 1539 человек (1 августа 2014), плотность населения — 25,31 чел./км².

## Географическое положение
Село расположено на острове Кюсю в префектуре Кумамото региона Кюсю. С ним граничат города Асо, Такета и посёлок Минамиогуни.

## Население
Население села составляет 1539 человек (1 августа 2014), а плотность — 25,31 чел./км². Изменение численности населения с 1980 по 2005 годы:
| 1980 | 1981 чел. |  |
| 1985 | 1878 чел. |  |
| 1990 | 1856 чел. |  |
| 1995 | 1885 чел. |  |
| 2000 | 1824 чел. |  |
| 2005 | 1708 чел. |  |

## Символика
Цветком села считается Echinops setifer.